# ميخائيل ليهي (كاتب)
ميخائيل ليهي (بالإنجليزية: Michael Leahy)‏ هو كاتب أمريكي، ولد في 28 يناير 1953 في نيوآرك في الولايات المتحدة.